# Панас Андрій Степанович
Андрій Степанович Панас (нар. 27 червня 1971, с. Грімне, Городоцький район, Львівська обл. — пом. 2 листопада 2013, між селами Свірж і Романів, Перемишлянський район, Львівська обл.) — український політик, підприємець. Депутат Львівської міської ради трьох скликань (1998–2010).

З 1978 по 1988 роки навчався у середній школі № 81 у Львові. 2000 року закінчив житлово-комунальний технікум.

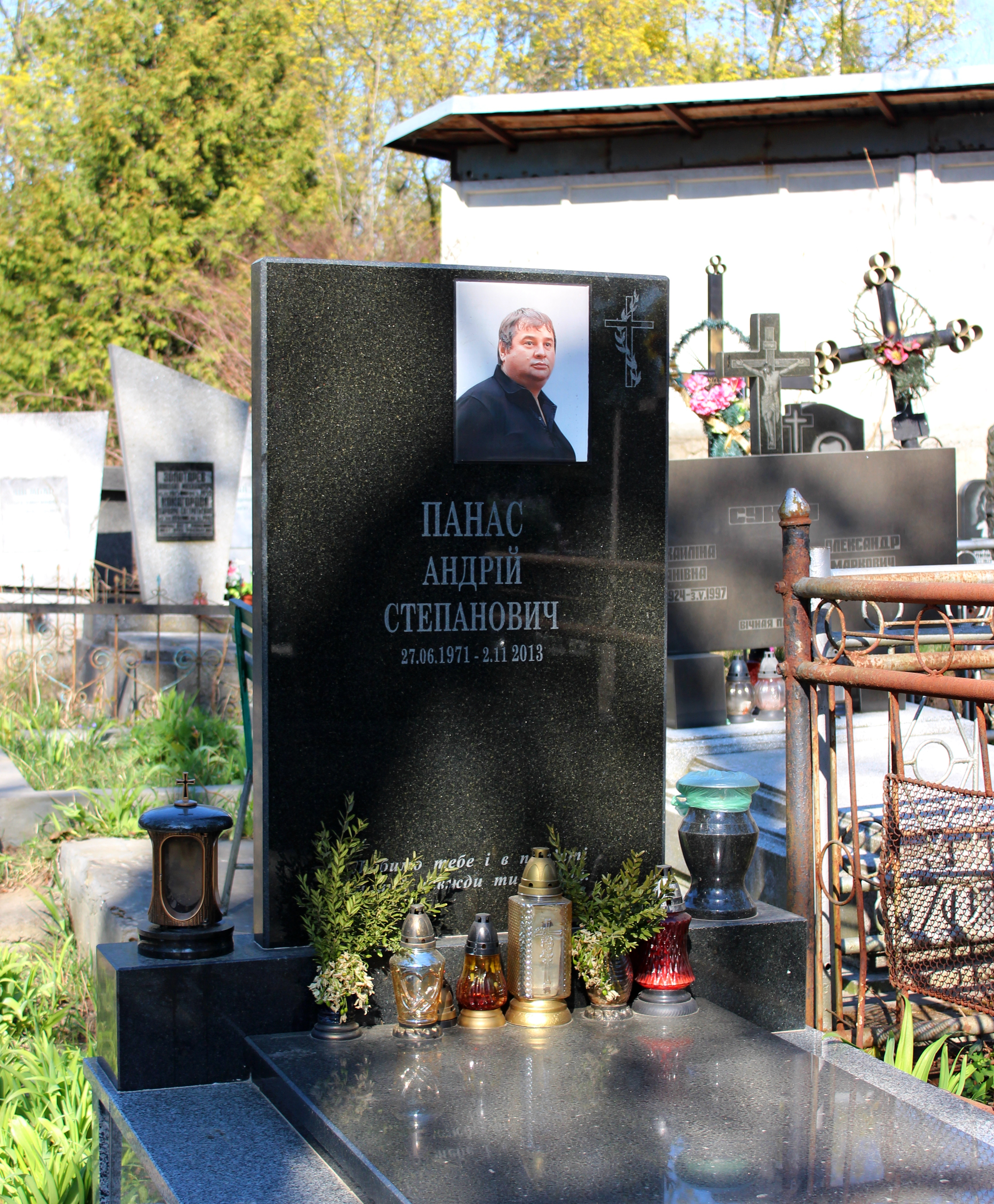

Трудову діяльність розпочав 1995 року, працював на посаді директора в КП «Базальт» до 2001 року. З 2002 року працював на посаді директора в ТзОВ «ЛьвівЦентрбуд».
Обраний депутатом Львівської міськради 1998, 2002 та 2006 (за списками партії «Реформи і порядок») років. Був членом постійної депутатської комісії архітектури, містобудування та охорони історичного середовища.
Бізнес Панаса пов'язували із землею, також із львівськими ресторанами «Лайм» і «Маестро». На виборах до міськради 2010 року балотувався у Франківському окрузі, де програв 22-річному представникові ВО «Свобода» — Святославу Макітрі. Для перемоги А. Панасу забракло менше як 20 голосів.
Одружений, виховував дві доньки.
Загинув у суботу, 2 листопада 2013 року, у мисливських угіддях між селами Свірж і Романів Перемишлянського району під час полювання від пострілу товариша. Куля, якою мали стріляти в кабана, влучила Андрію Панасу у шию, через кілька хвилин колишній депутат помер.
Поховали Андрія Панаса на Янівському цвинтарі.